# 荘村清志
荘村 清志（しょうむら きよし、1947年10月13日 - ）は、日本のクラシックギターのギタリスト。

## 来歴
岐阜県岐阜市本荘出身。9歳より父・荘村正人に学び、後に小原安正に師事する。1963年、来日したナルシソ・イエペスに認められ、翌年にはスペインに渡り4年間イエペスに師事。1967年マドリッド王立音楽院を中退し、同年イタリア各地で、翌年にはミラノなど22都市でリサイタルを行う。帰国後、1969年に日本デビュー・リサイタルを行い、評価を得た。1971年、イタリアで開かれた世界青少年協会国際フェスティヴァルに日本代表ギタリストとして参加、この成功により北米各都市で28回にのぼる公演を開いた。1974年及び1981年、NHK教育テレビ「ギターを弾こう」に講師として出演し、その名が知られることになった。2007年にはNHK教育テレビ「趣味悠々」の講師として再登場した。
伊丹十三は従兄にあたる。

## 活動
- 荘村清志の功績の一つに、日本人作曲家に積極的に作品を委嘱し、現代ギター作品のレパートリーを拡大したことがある。とくに武満徹には74年に「フォリオス」、93年に「エキノクス」（初演94年）を委嘱し、ギタリストにとって重要なレパートリーの一つとなっている。また「ギターのための12の歌」は荘村清志のために編曲された。
- 女優の岸田今日子や、フォークシンガーの小室等、アコーディオン奏者のシュテファン・フッソングなど、ギターの枠に囚われず、様々なアーティストとの共演も行っている。また、主な共演者として、ギタリストの福田進一、鈴木大介、ピアニストの熊本マリ、フルート奏者の山形由美などがいる。近年はミラノ弦楽合奏団の日本公演や、スペインのビルバオ交響楽団と現地で共演するなど海外の室内楽やオーケストラとの共演も行っている。2010年2月にはビルバオ交響楽団のソリストとして日本ツアーを行った。
- 名曲アルバムでギター伴奏を担当したこともある。

## エピソード・人物像
- 武満徹に初めて作品を依頼する際、面識がなかったが武満の自宅に直接電話をし会う約束をつけた。荘村自身は「当時、武満さんはノヴェンバー・ステップスによって、世界で脚光を浴び、雲の上の存在だった。そこに無名の一ギタリストがたずねて行って、今思ってもよく曲を書いて下さったものだ。」と語っている。武満は作曲するのを迷ったが、 夫人の「若い音楽家の為に書いてあげなさいよ」という言葉によって「フォリオス」が作曲された。これがきっかけになり、武満はその後数曲のギター作品を作曲している。死の半年前に書かれた「森のなかで - ギターのための3つの小品 -」の第二曲は荘村に捧げられた。

- 若い頃から年を取ることによる指の動きの衰えを恐れていたが、50代頃より力を抜く奏法を覚え、より指の動きがよくなった。またその頃より、湧き上がる感情にまかせ自由に演奏することや、演奏中客席を眺め反応を楽しむなど、本当の意味で演奏を楽しめるようになった、とインタビューなどで語っている。

- LOUDNESSの高崎晃が1980年代後半に荘村からクラシックギターを習っていた時期がある。また、高崎は当時NHKから発行されていた荘村の教則本を1ヶ月でマスターしている[2]。

## ディスコグラフィー
- 《愛のロマンス》TOCE-55939・40
- 《郷愁のショーロ》TOCE-55771
- 《荘村清志2002　アルハンブラの想い出》TOCE-55466
- 《天使のミロンガ》TOCE-55076
- 《「森のなかで」荘村清志／武満 徹へのオマージュ》TOCE-9463
- 《タルレガ：グラン・ホタ／武満 徹：エキノクス》TOCE-8369
- 《カタロニア郷愁～鳥の歌》TOCE-7724

## 著書
- 『荘村清志のクラシックギター自由自在』監修　エムシープレス、2008年/毎日コミュニケーションズ 2009